# Michal Kvíčala
Michal Kvíčala (* 24. ledna 1981 Liberec) je bývalý český sáňkař.
Startoval na Zimních olympijských hrách 2002, kde se v konečném součtu všech čtyř jízd umístil na 30. místě. V letech 1999–2004 se účastnil závodů Světového poháru, nejlepšího výsledků dosáhl v sezóně 2003/2004, když skončil v celkovém hodnocení na 40. příčce. Na juniorském světovém šampionátu 1999 byl jedenáctý.